# Йохан Хайнрих Мерк (награда)
Литературната награда „Йохан Хайнрих Мерк“ за критика и есеистика (на немски: Johann-Heinrich-Merck-Preis) е учредена през 1964 г. Присъжда се от Немската академия за език и литература в Дармщат по време на ежегодните ѝ заседания през есента, едновременно с наградите „Георг Бюхнер (награда)|Георг Бюхнер“ и „Зигмунд Фройд (награда)|Зигмунд Фройд“.
Отличието е посветено на критика и есеиста Йохан Хайнрих Мерк (1741-1791).
Наградата е в размер на 20 000 €.

## Носители на наградата (подбор)
- Петер Хухел (1971)
- Хорст Крюгер (1972)
- Валтер Хьолерер (1975)
- Петер Рюмкорф (1976)
- Себастиан Хафнер (1980)
- Хилде Шпил (1981)
- Ервин Харгаф (1984)
- Райнхард Баумгарт (1987)
- Петер фон Мат (1991)
- Карл-Маркус Гаус (2010)
- Гюнтер де Бройн (2011)
- Мартин Полак (2018)